# Рани (Доктор Кто)
Рани (англ. the Rani) — персонаж-антагонист британского научно-фантастического сериала «Доктор Кто», является Повелительницей времени. Персонаж был создан в попытке дать Доктору другого постоянно возвращающегося врага, как Мастер. Рани, сыгранная актрисой Кейт О’Марой, появилась в двух классических историях: «Метка Рани» (1985) и «Время и Рани» (1987), до того как сериал прервался в 1989 году. Также Рани появилась в качестве основного злодея в спецвыпуске «Измерения во времени» (1993), благотворительном выпуске для фестиваля «Дети в нужде». Помимо этого, она появлялась в различных аудиодрамах и книгах. Рани вернулась в возрождённом сериале в серии «Межзвёздный конкурс песни» (2025), где её сыграли Анита Добсон и Арчи Панджаби.

## Краткое описание
Рани — Повелительница Времени, злая учёная, чьё злодейство исходит не из обычной жажды власти как таковой, но из настроя превращать всё и вся в объекты своих исследований. Она известна тем, что порабощала целые планеты, такие как Миасимия Гория, чтобы заполучить ряд предметов для экспериментов и место для исследований. Её основной интерес — работать «кое-как» с другими биохимическими видами.

## История

### Детство и изгнание
Рани была ровесницей Доктора. На планете Галлифрей, в академии, она принадлежала к группе детей, которые называли себя Дека. Кроме Доктора, к этой группе также принадлежал её будущий враг — Мастер. Есть множество намёков на прошлые отношения Рани и Доктора, но эта тема так и не получила развития. В отличие от других членов Дека, она решила не покидать Галлифрей, но была изгнана после того, как одна из её лабораторных мышей в результате эксперимента выросла до огромных размеров и съела кота Президента Галлифрея.

### Жизнь в изгнании
Присутствие в истории Земли
В отличие от Доктора, Рани не питала особой любви к Земле, но тем не менее Земля была центром некоторых её исследований.
Когда жители на Миасимия Гория, планете, которую она поработила, погрузились в хаос и стали неконтролируемыми из-за её экспериментов, Рани посетила различные временные точки Земли, чтобы извлечь химические вещества из мозга людей. Поскольку химические вещества, о которых идёт речь, позволяют людям спать, то их отсутствие делает жертв Рани жестокими и неконтролируемыми, как и тех, над которыми она работала и раньше. Поэтому Рани специально посетила все те места, в которых было много насилия, чтобы скрыть своё присутствие и не выделяться. Рани посетила Троянскую войну, Тёмные века, войну за независимость США, и, наконец, луддитов в Киллингворсе XIX века.
До этого она посетила Землю в период позднего Мелового периода и собрала там несколько зародышей тираннозавра рекса.
Но Мастер, и впоследствии и Доктор, прервали её работу. Доктор повредил навигационную систему ТАРДИС Рани, заманивая её и Мастера внутрь, где из-за разлития времени зародыш Тираннозавра Рекса начал расти до опасных размеров.
На Терре Нова
Рани появляется в спин-офф романе «Состояние изменения». Здесь Мастер убегал от ТАРДИС Рани, расколов консольную комнату и оставив бывшую одноклассницу на произвол судьбы в пространственно-временном пузыре, пока она не натолкнулась на милосердное существо, которое создало карман реальности, где римляне завладели технологиями XX века. Рани попыталась устроить политические махинации в этой реальности перед вмешательством Доктора, но потом убежала на своей уже исправленной ТАРДИС.
На Тетрапириарбусе и Лакертии.
На планете Тетрапириарбусе Рани знакомится и нанимает Тетрапса, которым руководит Урак. Вместе с ними Рани порабощает мирную планету Лакертия и планета становится частью плана Рани. Она похищает 11 учёных-гениев из времени и пространства, включая Альберта Эйнштейна с Земли. Наконец, она решила «получить в коллекцию» Доктора и начинает атаковать его ТАРДИС, заставляя идти её через турбулентность. Из-за этого Доктор поражает свою голову, что приводит к его регенерации в Седьмого Доктора.
Затем Рани пускает по каналу интеллекты гениев в гигантский мозг, который, она верила, сможет найти секрет, как манипулировать странным веществом. Оно нужно для того чтобы сделать планету Лакертия Манипулятором Времени для того, чтобы исправить то, что она считала ошибочным во временной линии Вселенной. Её первой целью была Земля, где она хотела предотвратить вымирание динозавров, существ, как она чувствовала, чей полный потенциал так и не был реализован. Рани считала, что смерть лакертианцев — это самая малая цена для Вселенной. Но всё же Доктор расстроил её планы и Тетрапс обернулся против неё, пленив её на своей родной планете.
Измерения во времени
В «Измерения во времени» Рани пыталась захватить все инкарнации Доктора из времени. Там она путешествовала со спутником, называвшим себя Цириан.

### Возрождённый сериал
В «Конце Света» Девятый Доктор говорит, что его родная планета погибла и что он последний Повелитель Времени. Неизвестно точно, погибла ли Рани вместе с остальными.
В августе 2007 газета The Sun напечатала информацию о том, что Рани вернётся в 3 сезоне, и её роль исполнит актриса Зоэ Лакео. Впоследствии Би-би-си опровергла эту информацию, и 3 сезон не включал в себя ни одного упоминания о Рани.
К концу серии «Последний Повелитель Времени», женская рука поднимает кольцо Мастера зо зловещим смехом на фоне. В комментариях к эпизоду Расселл Ти Дейвис пошутил, назвав эту руку «рукой Рани», и также сказал, что этой сцены не будет в следующем году. Они поставили эту сцену для того, чтобы дать возможность будущей команде вернуть Мастера, если они того захотят. В Doctor Who Magazine Расселл объяснил, что «не знал, что Рани настолько известна» и что рука не предназначалась для изображения Рани.
В августе 2007, The News of the World напечатали информацию о том, что Джоан Коллинс будет играть Рани в 4 сезоне. Это сообщение было также подтверждено TV Week, но также оказалось ложью.
В эпизоде «Истории из ТАРДИС: Проклятие Фенрика» (2023) Седьмой Доктор намекает на то, что Рани причастна к решению Эйс покинуть Доктора. В серии «Космические малыши» (2024) Пятнадцатый Доктор упоминает Рани при перечислении Повелителей времени, когда он разъясняет своё имя Руби Сандей. В серии «Межзвёздный конкурс песни» (2025) высяняется, что миссис Флад (Анита Добсон), таинственный персонаж, который появлялся на протяжении 14-го и 15-го сезонов, является инкарнацией Рани, и она бигенерирует в новую инкарнацию, которую сыграла Арчи Панджаби.

## Другие появления
Пип и Джейн Бейкер записали её как лидера в BBV аудиодраме «Рани пожинает урожай», которая следует через некоторое время после «Время и Рани», и также записали её как злодейку в игре-книге для детей, под названием «Раса против Времени».
Рани кратко появляется в параллельной Вселенной новеллы «Квантовый архангел». В этой реальности она, Мастер, Монах и Дракс — группа немецких учёных.
Короткая история «Спасение» показывает, как Рани спасла Цириана от вторжения киберлюдей на его родную планету.
В истории «День Клоуна» сериала «Приключения Сары Джейн» появляется персонаж по имени Рани Чандра. Но продюсер Расселл Ти Дейвис подтвердил в Doctor Who Magazine, что «это не Рани».
В рассказе Райчел Мид «Что-то, взятое взаймы», написанном для антологии, выпущенной к 50-летнему юбилею сериала, Рани появляется на планете Котурия, где проводит эксперименты над местными жителями в надежде найти способ управлять процессом регенерации.

## Появления в «Докторе Кто»

### Эпизоды
| Номер | # | Эпизод       | Оригинальное название  | Сценарист          | Режиссёр      | Дата выхода      | Код |
| ----- | - | ------------ | ---------------------- | ------------------ | ------------- | ---------------- | --- |
| 140   | 3 | «Метка Рани» | «The Mark of the Rani» | Пип и Джейн Бейкер | Сара Хеллингс | 2-9 февраля 1985 | 6X  |

| Номер | # | Эпизод         | Оригинальное название | Сценарист          | Режиссёр     | Дата выхода        | Код |
| ----- | - | -------------- | --------------------- | ------------------ | ------------ | ------------------ | --- |
| 148   | 1 | «Время и Рани» | «Time and the Rani»   | Пип и Джейн Бейкер | Эндрю Морган | 7-28 сентября 1987 | 7D  |

| Номер | # | Эпизод                 | Оригинальное название | Сценарист                       | Режиссёр          | Дата выхода       | Код |
| ----- | - | ---------------------- | --------------------- | ------------------------------- | ----------------- | ----------------- | --- |
|       |   | «Измерения во времени» | «Dimensions in Time»  | Джон Нэтан-Тернер и Дэвид Роден | Стюарт МакДональд | 26-27 ноября 1993 |     |

| Номер | # | Эпизод                      | Оригинальное название           | Сценарист         | Режиссёр             | Дата выхода |
| ----- | - | --------------------------- | ------------------------------- | ----------------- | -------------------- | ----------- |
| 318   | 6 | «Межзвёздный конкурс песни» | «The Interstellar Song Contest» | Джуно Доусон      | Бен А. Уильямс       | 17 мая 2025 |
| 319a  | 7 | «Мир желаний»               | «Wish World»                    | Расселл Ти Дейвис | Алекс Санджив Пиллай | 24 мая 2025 |
| 319b  | 8 | «Война реальности»          | «The Reality War»               | Расселл Ти Дейвис | Алекс Санджив Пиллай | 31 мая 2025 |

### Аудиорассказы
| Название     | Оригинальное название | Автор           | Дата выхода  |
| ------------ | --------------------- | --------------- | ------------ |
| Элита Рани   | The Rani Elite        | Джастин Ричардс | декабрь 2014 |
| Планета Рани | Planet of the Rani    | Марк Платт      | октябрь 2015 |

### Новеллы
| Название               | Оригинальное название | Автор           | Дата выхода  |
| ---------------------- | --------------------- | --------------- | ------------ |
| Состояние изменения    | State of Change       | Кристофер Булис | декабрь 1994 |
| Разделённые лояльности | Divided Loyalties     | Гэри Расселл    | октябрь 1999 |
| Квантовый архангел     | The Quantum Archangel | Крэг Хинтон     | январь 2001  |
| Что-то, взятое взаймы  | Something borrowed    | Райчел Мид      | 2013         |

### Короткие рассказы
| Название | Оригинальное название | Автор       |
| -------- | --------------------- | ----------- |
| Спасение | Rescue                | Дэвид Родан |